# Giovanni Antonio Burrini
Giovanni Antonio Burrini (25 avril 1656 - 5 janvier 1727) est un peintre italien de l'école bolonaise entre style baroque et style rococo.

## Biographie
Après un apprentissage auprès de Domenico Maria Canuti, Giovanni Antonio Burrini part travailler avec Lorenzo Pasinelli et son meilleur élève, Giovanni Gioseffo dal Sole.
Il devient l'ami et le collaborateur de Giuseppe Maria Crespi, avec qui il a partagé un atelier et devient également  le rival de  Sebastiano Ricci.
Il a peint à Novarella et pour la famille Carignano à Turin.
En 1709, il est un des membres fondateurs de l'Accademia Clementina de Bologne.

## Œuvres
- Joseph interprétant les rêves de Pharaon (Muzeum, Varsovie)
- Samson et Dalila
- Martyre  de sainte Victoria
- Cycle de fresque (Villa Albergata, Zola Predosa)
- Martyre de sainte Euphemia (1686, Chiesa Saint Euphemia, Ravenna)
- Fresques (Palazzo Ruini, Bologne)
- Fresques (San Giovanni Battista dei Celestini, Bologne)
- Suzanne et les vieillards (Pinacoteca, Bologne)
- Sacrifice d'Isaac (musée du Louvre, Paris)
- Orphée et Eurydice (1697)
- Fresques (1695, San Bartolomeo, Bologne)
- Martyre de sainte Catherine (Santa Caterina di Saragozza, Bologne)
- Vierge Immaculée  avec les saints Petronius et Dionysius l'Areopagite (1684, Chiesa Parrocchiale, Monghidoro)
- Adoration des Mages (Fogg Art Museum, Cambridge, Massachusetts)
- Bacchus et Ariane (Private Collection)
- Hermine et les bergers (Pinacoteca, Bologna)
- L'Enfant Jésus, saint Joseph et trois saints (musée du Louvre)
- Portrait charge, plume et lavis de bistre. H. 0,249 ; L. 0,185 m[1]. Beaux-Arts de Paris. Anciennement attribué à Guercino ce dessin relève d'un genre bien attesté au sein de la production dessinée de Burrini, celui des caricatures. Cette figure d'homme est rendue avec une apparente désinvolture et rend compte du sens de l'observation et du goût pour la tradition des dessins d'humour dont fait preuve l'artiste[2].